# Papa Pio IX e gli ebrei
Le relazioni tra papa Pio IX e gli ebrei ebbero esordi positivi all'inizio del pontificato, ma si incrinarono dopo la breccia di Porta Pia che vide il papa privato del potere temporale in un'atmosfera di aperto anticlericalismo. Sebbene Pio IX avesse rigettato personalmente le accuse di antisemitismo, il clamore creato del caso Mortara compromise almeno parzialmente la sua immagine internazionale e presso gli ebrei.

## La situazione degli ebrei nello Stato pontificio

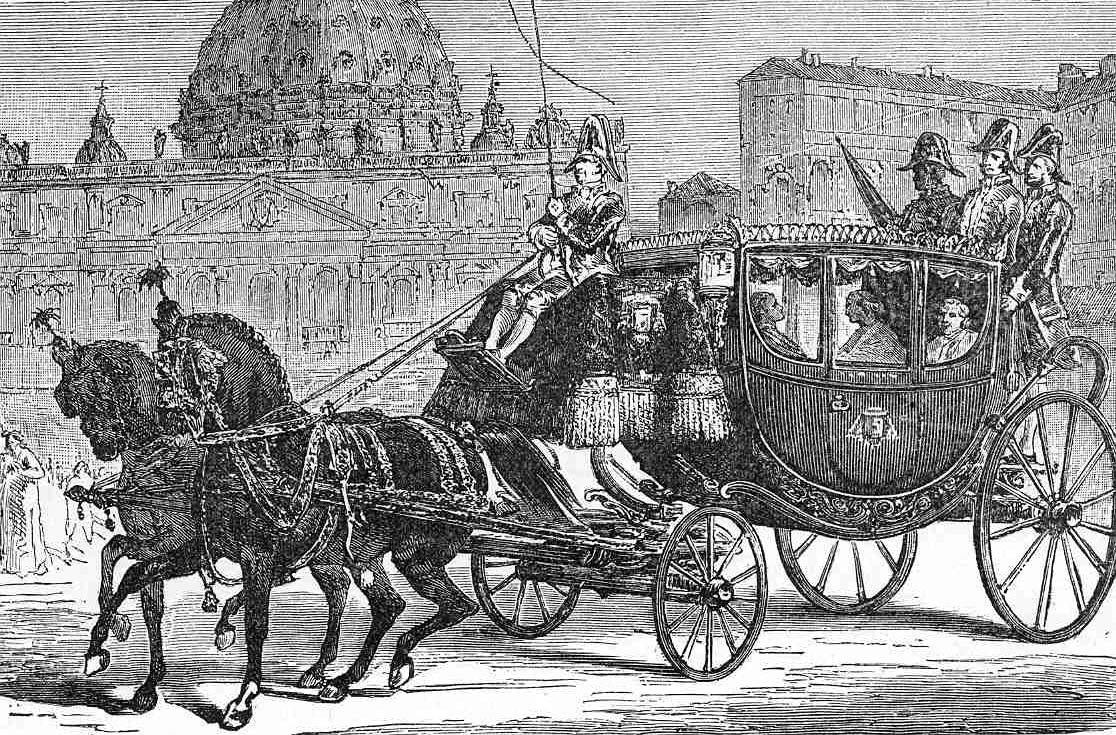
Il corteo papale di Pio IX

Lo Stato Pontificio era una teocrazia in cui la Chiesa cattolica e i cattolici avevano più diritti degli appartenenti ad altre religioni. Né i protestanti né gli ebrei erano ammessi ad incarichi di governo o nei circoli sociali di Roma e non godevano degli stessi diritti dei cattolici. Tuttavia, è difficile precisare le differenze legali, perché nello Stato pontificio non esisteva una carta dei diritti e nemmeno una raccolta definita di leggi.
Anche il diritto canonico non fu formalizzato che nel 1917, circa quarant'anni dopo la morte di papa Pio IX.
Agli albori del suo pontificato, nel 1847, Pio IX battezzò quattro ebrei romani convertiti e rivolse loro personalmente parole cordiali di benvenuto nella Chiesa cattolica.

## Tolleranza della legislazione
Quando nel 1846 Pio IX ascese al soglio pontificio, gli ebrei romani dovevano vivere nel ghetto, un quartiere separato della città. Il papa abolì le leggi che impedivano agli ebrei di praticare alcune professioni, abolì anche le leggi che obbligavano gli ebrei ad ascoltare quattro volte all'anno una predica per la loro conversione. L'ebraismo (e ovviamente il Cattolicesimo) erano gli unici culti ammessi dalla legge, mentre il culto protestante era concesso solo per gli stranieri.

## Misure controrivoluzionarie
Dopo l'episodio della Repubblica Romana del 1849, in cui il Papa fu costretto all'esilio a Gaeta, Pio IX mutò atteggiamento: come la maggior parte dei conservatori del suo tempo, associava gli ebrei con il liberalismo e la rivoluzione. La loro testimonianza contro i cristiani non era ammessa nei tribunali. Nel 1850, dopo il ritorno dall'esilio, durante il quale la Repubblica Romana aveva preso provvedimenti contro la Chiesa, il Papa varò una serie di misure anti-liberali, fra cui il ristabilimento del ghetto.

## Il caso Mortara
Nel 1858, in un caso che aveva riscosso l'attenzione internazionale, un bambino ebreo di sei anni, Edgardo Mortara, fu sottratto alla potestà dei genitori dalla polizia dello Stato pontificio. Era stato riferito che aveva ricevuto il battesimo da una serva cristiana durante una sua malattia, perché la serva temeva che potesse andare nel Limbo se fosse morto senza battesimo. Secondo la legge del tempo, i cristiani non potevano essere allevati dagli ebrei, neppure dai propri genitori. Pio IX si rifiutò con fermezza di "estradare un'anima"
Quando una delegazione di notabili ebrei lo incontrò nel 1859, egli disse: "non sono interessato a cosa ne pensa il mondo". In un altro incontro fece partecipare Edgardo per mostrare che il ragazzo era felice sotto le sue cure.
Nel 1865 disse: "Avevo il diritto e l'obbligo di fare ciò che ho fatto per questo ragazzo, e se dovessi farlo lo farei di nuovo".
Appelli dal Times, da numerosi capi di stato fra cui l'imperatore Francesco Giuseppe, Napoleone III e l'ambasciatore Gramont di restituire il bambino ai suoi genitori, furono declinati. Lo stesso bambino voleva stare sotto la tutela papale e scrisse a sua madre: "Sono battezzato. Mio padre è il Papa, vorrei vivere con la mia famiglia, se solo diventassero cristiani e prego che lo diventino". Nel 1870 fu ordinato sacerdote, assunse il nome di don Pio Mortara, in omaggio al Papa, entrò in un monastero di Poitiers, in Francia e successivamente intervenne a favore della beatificazione di papa Pio IX, chiamandolo ancora "mio padre". Durante l'infanzia, Edgardo Mortara poteva essere liberamente visitato dai suoi genitori, i quali, tuttavia, non potevano mai rimanere da soli con il figlio.

## L'udienza del 1871
Tuttavia, in un'udienza alla Pia Unione delle donne cattoliche di Roma il 24 agosto 1871, dopo la Presa di Roma che il Papa aveva vissuto come un oltraggio, si espresse così: «Or gli Ebrei, che erano figli nella casa di Dio, per la loro durezza e incredulità, divennero cani. E di questi cani ce n'ha pur troppi oggidì in Roma, e li sentiamo latrare per tutte le vie, e ci vanno molestando per tutti i luoghi. Speriamo che tornino ad essere figli».
Una biografia del 1873 cita un episodio di personale carità nei confronti di un ebreoche alcuni interpretano come un implicito rifiuto dell'antigiudaismo.

## La controversia sulla beatificazione
La beatificazione di papa Pio IX ad opera di Giovanni Paolo II ha riportato alla ribalta il rapporto fra Pio IX e gli ebrei.
Gruppi ebraici ed altri, guidati dai discendenti della famiglia Mortara, hanno protestato presso il Vaticano per la beatificazione di Pio IX nel 2000. Nel 1997 David L. Kertzer pubblicò il libro Prigioniero del Papa Re (The Kidnapping of Edgardo Mortara), che portò nuovamente all'attenzione del grande pubblico tutta la vicenda. L'interesse mostrato alla vicenda portò alla realizzazione di uno sceneggiato televisivo, andato in onda negli USA, dal titolo Edgardo Mine ("Edgardo mio") a cura di Alfred Uhry.
Il padre gesuita Giacomo Martina, professore dell'Università Pontificia Gregoriana di Roma, scrisse, in una biografia di Pio IX: «in prospettiva, la storia Mortara dimostra il profondo zelo di Pio IX... [e] la sua fermezza nel perseguire quello che lui percepiva come suo compito anche a costo della sua popolarità». Egli inoltre dice che il Papa considerava i critici «non credenti... [che utilizzavano] una macchina da guerra contro la Chiesa».
Inoltre bisogna ricordare che Pio IX agì nel pieno rispetto sia della legge civile sia del diritto canonico; di suo aggiunse l'affetto, ricambiato per tutta la vita, per il piccolo Edgardo, che a ventitré anni assunse il nome di Pio in suo onore.
Eléna Mortara, una discendente di una delle sorelle di Edgardo e professoressa di letteratura a Roma, continua peraltro la campagna per ottenere le scuse del Vaticano per il ratto di Edgardo e contro la canonizzazione di Pio IX. Ella dice di essere «scioccata dall'idea che la Chiesa cattolica voglia far Santo un Papa che ha perpetrato un atto di intolleranza inaccettabile e un abuso di potere». Ella spiega di sentirsi «storicamente obbligata, in nome della mia generazione, di chiedere [alla Chiesa] se è questo l'esempio che vuole dare».
Nel 1912, nella sua dichiarazione a favore della beatificazione di Pio IX, Edgardo Mortara ricordava i suoi sentimenti quando fu sottratto ai genitori: "Otto giorni dopo, i miei genitori si presentarono all'Istituto dei Neofiti per iniziare le complesse procedure per riportarmi in famiglia. Poiché avevano la completa libertà di stare con me e di parlarmi, restarono a Roma per un mese e vennero ogni giorno a visitarmi. Inutile dire che tentarono ogni cosa per riavermi indietro — carezze, lacrime, lamenti e promesse. Nonostante tutto ciò, non ho mai mostrato il minimo desiderio di tornare dalla mia famiglia, un fatto che io stesso non mi spiego, se non guardando al potere della grazia sovrannaturale".
Alcuni conservatori all'interno della Chiesa cattolica difendono l'operato di Pio IX nel caso Mortara. L'arcivescovo Carlo Liberati, che ha seguito la causa di canonizzazione, ha detto a questo proposito: «Nel processo di beatificazione questo non può essere considerato un problema perché era una consuetudine dei tempi battezzare i giudei e farli diventare cattolici». Liberati aggiunge anche che «non possiamo guardare la Chiesa di allora con gli occhi dell'anno 2000, con tutta la libertà religiosa che abbiamo oggi» e continua dicendo che «la giovane domestica voleva dare la grazia di Dio al bambino. Lei voleva che andasse in Paradiso... [e] a quei tempi la paternità spirituale era più importante di quella civile».

## La controversia sulla canonizzazione
In Italia i maggiori rappresentanti degli ebrei e alcuni cattolici hanno messo in evidenza che la canonizzazione di Pio IX può danneggiare il recente lavoro per far dimenticare i comportamenti antigiudaici della Chiesa cattolica. Anche B'nai B'rith, un importante gruppo ebraico con sede negli Stati Uniti, ha fortemente protestato contro la canonizzazione di Pio IX.
Nel 1912, Mortara aveva testimoniato in forma scritta che pensava che Pio IX dovesse essere canonizzato: "Sono fermamente convinto, non solo per la deposizione che ho fatto, ma per l'intera vita del mio augusto protettore e padre, che il Servo di Dio Pio IX è un santo. Ho la convinzione quasi istintiva che un giorno sarà elevato alla gloria degli altari. Per me sarà un'intima gioia per tutta la mia vita e un grande conforto nell'ora della mia morte avere cooperato nei limiti delle mie forze al successo di questa causa. Prego Dio per intercessione del suo Servo di avere misericordia di me e di perdonare i miei peccati e di darmi la felicità alla sua presenza in Paradiso."
Eléna Mortara, discendente di una delle sorelle di Edgardo e professoressa di letteratura a Roma, continua la sua campagna perché il Vaticano chieda scusa per il rapimento di Edgardo e contro la canonizzazione di Pio IX. La signora ha detto che è "allibita all'idea che la Chiesa cattolica voglia far santo un papa che perpetuò un simile atto di inaccettabile intolleranza e di abuso di potere." Ha spiegato che "si sente storicamente obbligata in nome della sua generazione di chiedere [alla Chiesa] se questo è l'esempio che vuole dare."
Nel 2005, lo scrittore cattolico Vittorio Messori ha pubblicato per Oscar Mondadori il libro Io, il bambino ebreo rapito da Pio IX dove è riportato integralmente il memoriale del protagonista stesso del caso, Edgardo Mortara, scritto nel 1888 quando era in Spagna che descrive papa Pio IX come un padre affettuoso e premuroso.